# Bellefontaine (Manche)
Pour les articles homonymes, voir Bellefontaine.
Bellefontaine est une ancienne commune française, située dans le département de la Manche en région Normandie, peuplée de 139 habitants, devenue le 1er janvier 2017 une commune déléguée au sein de la commune nouvelle de Juvigny les Vallées.

## Géographie
Le territoire est traversé par le GR 22, Paris - Mont-Saint-Michel.
| Le Mesnil-Tôve    | Chérencé-le-Roussel | Saint-Barthélemy          |
| Le Mesnil-Tôve    | Bellefontaine       | Saint-Barthélemy          |
| Juvigny-le-Tertre | Romagny             | Saint-Barthélemy, Romagny |

## Toponymie
Le nom de la localité est attesté sous les formes apud Bellum fontem au XIIe siècle, Bello fontem au XIIe siècle, de Bello fonte vers 1190, rector de Bello fonte entre 1369 et 1372, ecclesia de Bello fonte en 1412 et vers 1480, Belle fontaine en 1635, Bellefontaine entre 1612 et 1636 et en 1648.
Le toponyme est issu du latin fontana qui a donné fontaine qui avait initialement le sens de « source ». Belle est ici simplement le qualificatif dans le sens actuel, « la belle fontaine » ou « la belle source ».
La source dont il est question ici est celle d'un petit ruisseau, affluent de la Sée. La carte du diocèse d'Avranches du Chanoine E.-A. Pigeon signale en 1884 l'existence d'eau minérale à cet endroit .
Le gentilé est Bellifontain.

## Histoire
Sur le territoire fut trouvé de nombreux vestiges d'anciennes habitations, qu'on indiquait que le village était à l'emplacement de la ville romaine d'Ambibarii.
Un Avenel, seigneur des Biards et de Bellefontaine accompagnait Robert de Mortain et le duc Guillaume à la conquête de l'Angleterre, en 1066.
Louis XIV, en 1654, érigea la baronnie de Bellefontaine en marquisat.
En 1790, Georges de Cheverue (1746-1823), marquis de Cerisy-la-Salle et dernier seigneur de Bellefontaine émigre à Jersey où il résidait encore en 1805. Sous la Restauration il sera nommé maréchal des camps et armées du Roi, et en 1816, prévôt de la Manche.

## Politique et administration

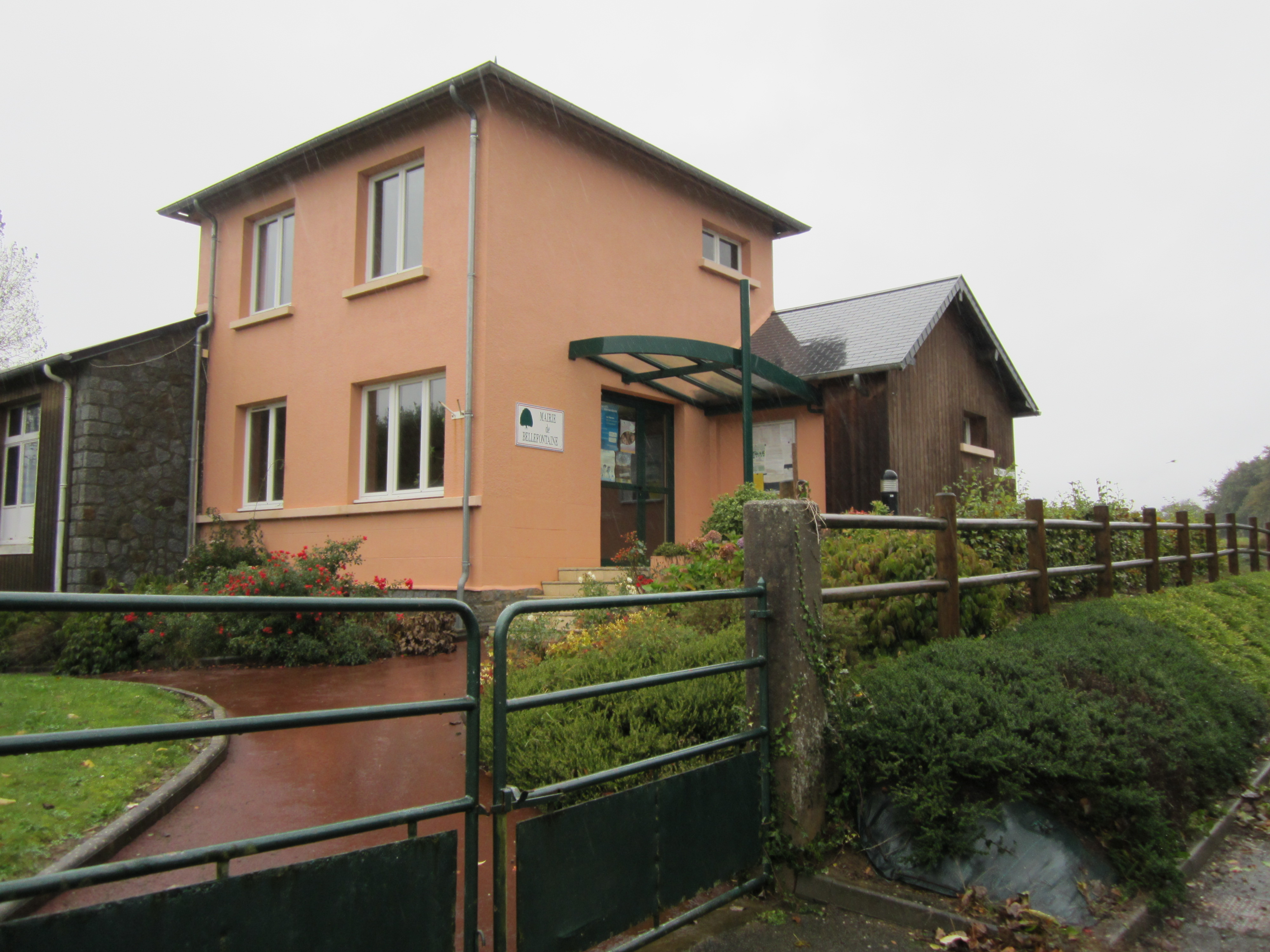
La mairie annexe.

Particularité du mode d'administration : par décision du conseil municipal, les habitants de Bellefontaine ne sont pas soumis à la part communale des impôts locaux.
Le conseil municipal est composé de onze membres dont le maire et deux adjoints.

### Liste des maires
| Période                                  | Période       | Identité        | Étiquette | Qualité                         |
| ---------------------------------------- | ------------- | --------------- | --------- | ------------------------------- |
| Les données manquantes sont à compléter. |               |                 |           |                                 |
| septembre 1988                           | mars 2001     | Janine Lefèvre  |           |                                 |
| mars 2001                                | mars 2014     | Gilbert Boutin  | SE        | Agriculteur                     |
| mars 2014                                | juillet 2014  | Didier Chesnel  | SE        | Plombier chauffagiste           |
| juillet 2014                             | décembre 2016 | Jacqueline Lair | SE        | Agent des services hospitaliers |

### Politique de développement durable
La commune a engagé une politique de développement durable en lançant une démarche d'Agenda 21 en 2008.

## Population et société

### Démographie
L'évolution du nombre d'habitants est connue à travers les recensements de la population effectués dans la commune depuis 1793. À partir du 1er janvier 2009, les populations légales des communes sont publiées annuellement dans le cadre d'un recensement qui repose désormais sur une collecte d'information annuelle, concernant successivement tous les territoires communaux au cours d'une période de cinq ans. 
Pour les communes de moins de 10 000 habitants, une enquête de recensement portant sur toute la population est réalisée tous les cinq ans, les populations légales des années intermédiaires étant quant à elles estimées par interpolation ou extrapolation. Pour la commune, le premier recensement exhaustif entrant dans le cadre du nouveau dispositif a été réalisé en 2004,.
En 2022, la commune comptait 139 habitants, en évolution de +6,92 % par rapport à 2016 (Manche : +0,44 %, France hors Mayotte : +2,49 %).
Bellefontaine a compté jusqu'à 490 habitants en 1806.
| 1793 | 1800 | 1806 | 1821 | 1831 | 1836 | 1841 | 1846 | 1851 |
| ---- | ---- | ---- | ---- | ---- | ---- | ---- | ---- | ---- |
| 430  | 375  | 490  | 416  | 468  | 482  | 468  | 457  | 480  |

| 1856 | 1861 | 1866 | 1872 | 1876 | 1881 | 1886 | 1891 | 1896 |
| ---- | ---- | ---- | ---- | ---- | ---- | ---- | ---- | ---- |
| 464  | 442  | 458  | 388  | 391  | 342  | 358  | 322  | 320  |

| 1901 | 1906 | 1911 | 1921 | 1926 | 1931 | 1936 | 1946 | 1954 |
| ---- | ---- | ---- | ---- | ---- | ---- | ---- | ---- | ---- |
| 302  | 297  | 295  | 279  | 293  | 291  | 282  | 265  | 286  |

| 1962 | 1968 | 1975 | 1982 | 1990 | 1999 | 2004 | 2009 | 2014 |
| ---- | ---- | ---- | ---- | ---- | ---- | ---- | ---- | ---- |
| 322  | 293  | 254  | 222  | 145  | 159  | 144  | 156  | 136  |

| 2018 | - | - | - | - | - | - | - | - |
| ---- | - | - | - | - | - | - | - | - |
| 141  | - | - | - | - | - | - | - | - |

## Culture locale et patrimoine

### Lieux et monuments
- Église Saint-Martin des XVIIe – XVIIIe siècles avec sa croix de faîtage fleurdelysée (XVe). L'église abrite un maître-autel et son retable (XVIIIe), une chaire à prêcher (XVIIIe), des fonts baptismaux du Moyen Âge, un groupe sculpté saint Marcouf (XVIIIe), une statue de saint Martin (XVIIIe), un tableau charité saint Martin (XVIIe), une donation du rosaire (XVIIIe), un saint Aubin (XVIIIe) et une verrière (XXe)[14].
- Ancien presbytère.
- Croix de cimetière (XIXe), croix de chemin (XVIIIe), croix de la Téterre, croix Lalouel (1808)[14].
- Le Village Enchanté : parc de loisirs de 10 ha créé en 1972 et répertorié à l'Inventaire général du patrimoine culturel[26], auberge.